# Valderas (kommunhuvudort)
Valderas är en kommunhuvudort i Spanien.   Den ligger i provinsen Provincia de León och regionen Kastilien och Leon, i den nordvästra delen av landet, 230 km nordväst om huvudstaden Madrid. Valderas ligger 755 meter över havet och antalet invånare är 2 036.
Terrängen runt Valderas är platt. Runt Valderas är det mycket glesbefolkat, med 7 invånare per kvadratkilometer. Valderas är det största samhället i trakten. Trakten runt Valderas består till största delen av jordbruksmark.